# 641
Раннє Середньовіччя. Триває чума Юстиніана. У Східній Римській імперії завершилося правління Іраклія, встановилося правління Константа II. Значну частину візантійських земель захопили араби. Частина території Італії належить Візантії, на решті лежить Лангобардське королівство. Франкське королівство розділене між синами Дагоберта I. Іберію займає Вестготське королівство. В Англії триває період гептархії. Авари та слов'яни утвердилися на Балканах. Центр Аварського каганату лежить у Паннонії. У Моравії утворилася перша слов'янська держава Само.
У Китаї триває правління династії Тан. Індія роздроблена. В Японії триває період Ямато. У Персії династія Сассанідів доживає свої останні дні під тиском арабів. Арабський халіфат відвоював значні території у Візантії та Персії. У степах над Азовським морем утворилася Велика Булгарія.
На території лісостепової України в VII столітті виділяють пеньківську й празьку археологічні культури. У VII столітті продовжилося швидке розселення слов'ян. У Північному Причорномор'ї співіснують різні кочові племена, зокрема кутригури, утигури, сармати, булгари, алани, авари, тюрки.

## Події
- 11 лютого помер візантійський імператор Іраклій. Після нього імператорами стали його сини Костянтин III Іраклій та Іраклон, однак Костянтин III швидко помер. Візантійці запідозрили в цьому руку Іракліона та його матері Мартини. Іракліона було повалено, й новим імператором став Констант II.
- Вестготське королівство після перевороту очолив Хіндасвінт.
- Продовжується арабське завоювання Єгипту. Після облоги Александрія здалася арабам. Араби заснували місто Фустат, майбутній Каїр.

## Померли
- 11 лютого — У віці 66-и років помер Іраклій I, східноримський імператор з 610 року, за час правління якого Візантія втратила Палестину, Сирію і Єгипет, завойовані арабами.